# Howling II: Your Sister Is a Werewolf
Howling II: Your Sister Is a Werewolf (bra Grito de Horror II - O Lobisomem), também conhecido como Howling II e Howling II: Stirba – Werewolf Bitch, é um filme de terror estadunidense de 1985, dirigido por Philippe Mora, 
com roteiro de Robert Sarno e Gary Brandner baseado no romance deste último.
É uma sequência de The Howling. 

## Sinopse
Ben White (Reb Brown) participa do funeral de sua irmã, a jornalista Karen White, a heroína do filme anterior. Ben encontra tanto Templeton Jenny (Annie McEnroe), uma das colegas de Karen, como Stefan Crosscoe (Christopher Lee), um intruso misterioso que lhe diz que Karen era um lobisomem. Fornecendo evidências em vídeo da transformação, e virando-se para destruir Karen, seu corpo morto se levanta da sepultura, Crosscoe convence Ben e Jenny para acompanhá-los à Transilvânia para enfrentar Stirba, uma rainha lobisomem imortal. Ao longo do caminho, o trio encontra Mariana (Marsha Hunt), uma lobisomem sensual, e seu assecla Erle (Ferdy Mayne).
Chegando aos Bálcãs, Ben e companhia vagueiam através de um festival de folclore étnico, sem saber que Stirba está em seu castelo nas proximidades já planejando suas ações. Stirba demonstra ter poderes de feitiçaria, pois ela entoa o cântico Wiccan Eko Eko Azarak. Eventualmente, os aventureiros duelam com Stirba em um assalto que envolve anões disfarçados, sacerdotes mutilados, parasitas e revelações sobrenaturais, de surpresa.
Howling II introduz muitos novos elementos do mito do lobisomem, incluindo um fundo ricamente impregnado de magia e ocultismo. A principal antagonista do filme, Stirba (Sybil Danning), é um lobisomem de 10 mil anos de idade e mãe de todos os lobisomens no planeta Terra. Lobisomens diretamente ligadas a Stirba são mais fortes que o lobisomem considerado tradicional e, portanto, medidas adicionais são necessárias, a fim de destruí-los. Prata se mostra totalmente ineficaz contra este tipo de lobisomem. Apenas armas feitas de titânio podem destruir essas criaturas de uma vez por todas.

## Elenco principal
- Christopher Lee - Stefan Crosscoe
- Annie McEnroe - Jenny Templeton
- Reb Brown - Ben White
- Marsha Hunt - Mariana
- Sybil Danning - Stirba
- Judd Omen - Vlad
- Ferdy Mayne - Erle
- Patrick Field - Deacon
- Jimmy Nail - Dom
- Steven Bronowski  - Moon Devil